# Zygmunt Andrychiewicz

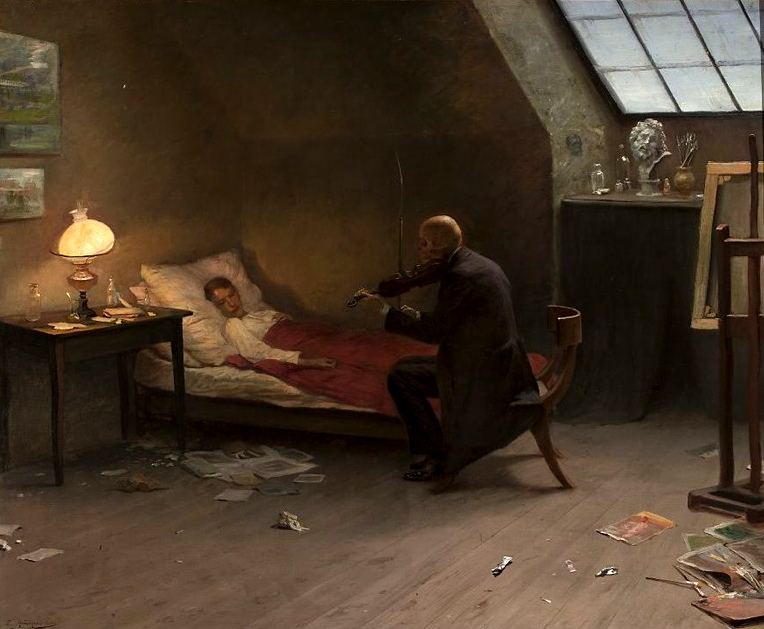
La muerte del artista

Zygmunt Andrychiewicz (AFI: ['zɨgmunt andrɨ'xʲɛvʲit͡ʂ]; Justynów, 1861 - Warta o Małków, 1943) fue un pintor polaco de retratos, paisajes y pintura de género.

## Biografía
Comenzó sus estudios en la Escuela de Dibujo de Varsovia mientras trabajaba como pintor decorador. Entre 1884 y 1886, gracias a una beca de la Sociedad para el Fomento de las Bellas Artes, pudo continuar sus estudios en la Academia de Bellas Artes de Cracovia con Władysław Łuszczkiewicz e Izydor Jabłoński.
Entre 1887 y 1892, otra beca la permitió ir a París y estudiar en la Académie Colarossi y la Académie Julian bajo la dirección de William-Adolphe Bouguereau y Tony Robert-Fleury. Entonces compartió piso con Władysław Ślewiński. Expuso obras en las Exposiciones Universales de París de 1889 y 1900, así como en la Galería Zachęta de Polonia en 1886.
Entre 1899 y 1918, alternó sus estancias entre Polonia y Francia e hizo varias visitas a Italia. En 1918, se estableció en Varsovia, donde trabajó como profesor de dibujo en una escuela femenina e impartió clases en su estudio. 
Tras jubilarse, compró una casa en el pueblo de Małków, cerca de su pueblo natal, y siguió pintando paisajes. En 1929 expuso en la Exposición Nacional General de Poznań en celebración de los diez años de independencia de Polonia.